# Київський фаховий коледж транспортної інфраструктури
Київський фаховий коледж транспортної інфраструктури» (у 2012—2020 роках — Київський коледж транспортної інфраструктури, до 2012 року — Київський технікум залізничного транспорту) — вищий навчальний заклад України I рівня акредитації, розташований у Києві.

## Історія
- 1920 — заснований Київський матеріально-господарчий технікум залізничного транспорту. Перший директор — Бошко Володимир Ілліч.
- 1923 — перший випуск техніків шляхів сполучення.
- 1930 — вищий технічний навчальний заклад (ВТНЗ) реорганізовано в Київський технікум залізничного господарства (КТЗГ).
- 1941 — евакуація технікуму в місто Омськ.
- 1956 — відкрито вечірнє і заочне відділення.
- 1961 — технікум перейменовано в Київський технікум залізничного транспорту.
- 1972 — відкрито набір на спеціальність «Програмування для швидкодіючих математичних машин».
- 1980 — випущені останні дві групи за спеціальністю «Програмування для швидкодіючих математичних машин».
- Наказом Міністерства освіти і науки, молоді та спорту України № 737 від 22 червня 2012 року Київський технікум залізничного транспорту перейменований у Державний вищий навчальний заклад «Київський коледж транспортної інфраструктури».

## Досягнення
З 1920 року технікум підготував більше тридцяти тисяч фахівців. Серед відомих випускників поет Г. Кривда, письменники В. Некрасов, Г. Гусейнов, дворазова чемпіонка світу з академічного веслування, срібна призерка Олімпійських ігор Т. Буняк (Стеценко), чемпіон світу з вільної боротьби В. Коритний, Герої Радянського Союзу Косян, Скляров, доктори технічних наук І. Калита, Т. Туркевич, доктор економічних наук В. Галабурда, кандидати наук В. Бондаренко, К. Чургомов, громадські діячі Богдан В. М., Ю. Пероганич та інші.
Див. також: Категорія:Випускники Київського коледжу транспортної інфраструктури

## Спеціальності
Нині в коледжі на денному і заочному відділеннях навчається 1560 студентів з таких спеціальностей:
- Організація перевезень і управління на залізничному транспорті;
- Обслуговування рухомого складу та спеціальної техніки залізничного транспорту;
- Комерційна діяльність;
- Бухгалтерський облік.

## Матеріально-технічна база
У складі коледжу:
- чотириповерховий навчально-лабораторний корпус;
- навчально-виробничі майстерні;
- гуртожиток на 530 місць;
- бібліотека, книжковий фонд якої менше 50 тисяч одиниць;
- спортивний зал.

У коледжі функціонують:
- 15 лабораторій;
- 26 кабінетів;
- 4 комп'ютерні класи;
- лабораторія управління рухом на транспорті.

## Викладачі
Навчальний процес у коледжі забезпечують 55 штатних викладачів. У тому числі — 4 кандидати наук, 2 доценти, 15 — викладачів-методистів і старших викладачів, 21 мають вищу кваліфікаційну категорію.

## Ключові особи
Виконувачем обов'язків директора навчального закладу — є заступник директора з навчальної роботи Зуб Євген Петрович.
Органи самоврядування: З 2023 року Головою Студентської ради коледжу є Мельник Віталіна.